# دوردش
دوردش (انگلیسی: DoorDash) شرکت سفارش اینترنتی غذای آمریکایی است، که در سال ۲۰۱۳ توسط تونی شو و اندی فانگ تأسیس شد.